# Chaetacis woytkowskii
Chaetacis woytkowskii là một loài nhện trong họ Araneidae.
Loài này thuộc chi Chaetacis. Chaetacis woytkowskii được Herbert Walter Levi miêu tả năm 1985.